# Jakkerevers
 "Revers" omdirigeres hertil. For andre betydninger af Revers, se Revers (flertydig).
Jakkens revers er en del af jakken, der er foldet, så indersiden bliver synlig. Ordet kommer af reverse, som betyder bagside. Begrebet revers bruges også om skjorters manchetter eller andre beklædningsdele, hvor vrangen ses - især hvis detaljen er lavet i kontrast-materiale.
Der findes tre jakkerevers: hakrevers, spidsrevers og sjalsrevers. Hakrevers er mest almindelig på en enkeltradet jakker som habitjakker, blazere og sportsjakker. En dobbeltradet jakke har oftest spidsrevers. Det gælder også for frakker, den fine kjole og jaketten. Designere vover til tider at bruge spidsrevers på en enkeltradet jakke. Sjalsrevers (sjalskraver) ses efterhånden kun på smokingen, hvor den som regel er af satinvævet silke.

## Jakkereverser
- Hakrevers.
- Spidsrevers.
- Sjalsrevers.